# Tarte au papin

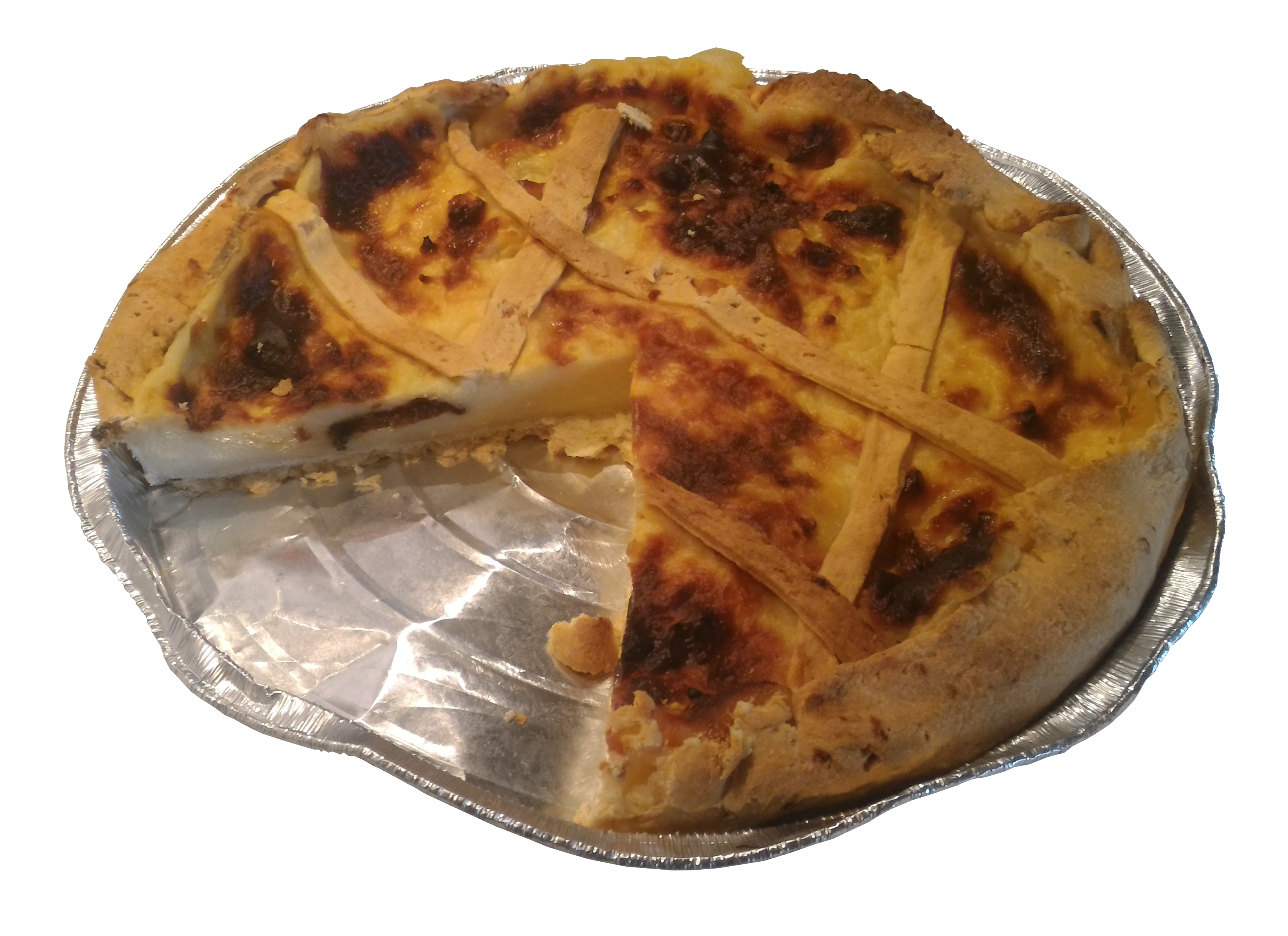
Une tarte au papin.

La tarte au papin, appelée aussi tarte au libouli, tarte à gros bords ou tarte porteloise, est une spécialité culinaire du Boulonnais, dans la région Hauts-de-France.

## Histoire
Les origines de la tarte au papin remonte à 1919, à Wirwignes, un petit village du boulonnais d'environ 600 habitants, entre Desvres et Boulogne-sur-Mer. Cette année-là, Louise Harlé, née Meurdesoif, reprend le café « Les deux ormes » qu'elle appelle « Harlé », puis « Harlé-Meurdesoif débitant » et enfin « Chez Mémère Harlé ». Afin d'attirer la clientèle locale et de passage, pour la ducasse de mai, elle propose sa tarte « au lait bouilli » et pendant les 55 années à la tête de son auberge, sa recette connaitra un réel succès qui perdure encore aujourd'hui avec les propriétaires actuels et dans l'auberge qui porte toujours le nom de « Chez Mémère Harlé »,.

## Origine des appellations
On peut appeler cette tarte de différentes façons :
- La tarte au libouli : "libouli" signifie lait bouilli dans le patois boulonnais[5] ;
- La tarte porteloise, du nom du Portel, commune du boulonnais ;
- La tarte à gros bords, car à l'origine, sans tourtière, il fallait faire de gros bords pour éviter que le lait ne s'échappe[5].

## Composition
Le papin est un genre de flan aux œufs : composé entre autres de lait, d'œufs, de sucre, de farine et de vanille.
Le papin est placé sur un fond de pâte levée briochée. Des fines lanières de pâte sont traditionnellement déposées en croisillons sur le papin. Selon les goûts, on rajoute souvent des pruneaux dans le papin. Elle est cuite au feu de bois selon la tradition.